# Shroud
Michael Grzesiek (sinh ngày 2 tháng 6 năm 1994), được biết đến với cái tên Shroud hoặc mEclipse, là một game thủ Esport chuyên nghiệp và video game streamer người Canada. Shroud thi đấu và stream trên Twitch. Thường được gọi là người chơi giỏi nhất trong nhiều thể loại game bắn súng góc nhìn thứ nhất và Battle Royal. Tính đến tháng 4 năm 2021, kênh Twitch của anh ấy đã đạt hơn 9 triệu người theo dõi, xếp hạng là kênh được theo dõi nhiều thứ ba trên nền tảng, và kênh YouTube của anh ấy có hơn 6,77 triệu người đăng ký.

## Sự nghiệp
Counter-Strike: Global Offensive (2013 - 2017):
Michael lần đầu tiên bắt đầu sự nghiệp chơi game của mình trong eSports bằng cách chơi Counter-Strike: Global Offensive (được gọi trực tuyến là CS: GO). Lần đầu tiên anh ký hợp đồng với Exertus eSports và Manajuma, sau đó gia nhập compLexity Gaming với tư cách là người chơi dự bị. Vào năm 2014, compLexity đã được Cloud9 mua lại và anh ấy thi đấu dưới quyền của Cloud9. Anh ấy đã dẫn dắt đội về đích đầu tiên tại ESL Pro League Season 4 vào năm 2016 và sau đó là giành vị trí thứ hai tại ESL One Cologne 2017.
Vào năm 2017, anh ấy tuyên bố sẽ rút lui khỏi danh sách hoạt động của Cloud9 cùng với người đồng đội lâu năm Jordan "n0thing". Vào năm 2018, anh ấy đã rời Cloud9 hoàn toàn và ngừng chơi CS: GO ở cấp độ eSports chuyên nghiệp.
Streamer (2018 - nay):
Michael bắt đầu chuyển sang phát trực tuyến toàn thời gian trên Twitch. Kể từ khi bắt đầu phát trực tuyến trên Twitch, anh ấy đã chơi rất nhiều trò chơi. Đến cuối năm 2020, anh ấy đã phát trực tuyến khoảng 8.000 giờ trên Twitch và thu về hơn 395 triệu lượt xem trọn đời trên tài khoản của mình.
Tuy chuyển hướng sang một môi trường khác nhưng Shroud vẫn chứng minh khả năng điên rồ của mình, thể hiện qua những đường đạn chính xác và tốc độ di chuyển tâm súng như thần.
Twitch Rivals Presents: PUBG Invitational là giải đấu do Twitch đứng ra đăng cai tổ chức và đã thu hút 64 streamers trong cộng đồng người chơi PUBG. Lejund Skwad, team bao gồm bốn thành viên shroud, Chad, just9n và JoshOG, đã hoàn toàn áp đảo giải đấu diễn ra vào 01/03/2018.Theo đó, với việc là team còn sót lại cuối cùng ở 3/5 maps đấu vừa qua (cùng với một lần xếp hạng 7), Lejund Skwad đã "đút túi" 18,800 USD. Và ở trong ba chiến thắng đó, Lejund Skwad cũng là team sở hữu nhiều kill nhất nên đã sở hữu thêm 3,000 USD tiền thưởng từ phía Twitch.
Vào cuối năm 2019, Michael thông báo anh sẽ chuyển từ Twitch sang Mixer, nền tảng phát trực tuyến mới của Microsoft, cùng với streamer nổi tiếng khác - Ninja. Quyết định này gây sốc và ngạc nhiên cho nhiều người. Sau đó, anh cho biết rằng: "Tôi chỉ nghĩ đó là bước đi tốt nhất cho sự nghiệp của tôi."
Vào năm 2020, Microsoft đã đóng cửa nền tảng Mixer của họ. Michael được cho là đã nhận được một lời đề nghị đáng kể từ Facebook Gaming, nhưng anh ấy đã từ chối hợp đồng. Sau đó, anh ấy đã đăng 1 tweet rằng: "[...] Tôi yêu các bạn và tôi đang tìm ra các bước tiếp theo của tôi."
Vào tháng 8 năm 2020, Michael thông báo anh đã ký hợp đồng phát trực tuyến độc quyền với Twitch. Trong lần phát trực tiếp đầu tiên tại Twitch, Michael đã nhận được hơn 516.000 lượt xem đồng thời trên buổi phát trực tiếp của mình.

## Giải thưởng
- ESL Pro League Season 4 — 1st
- PGL Regional Minor Championship Americas / PGL Major Krakow 2017 — 1st
- iBUYPOWER Cup 2015 — 1st
- Northern Arena 2016: Toronto — 2nd
- ESL ESEA NA Pro League S1 —1st
- iBUYPOWER Invitational 2016 Spring — 1st
- ESL ESEA Pro League S1 — 2nd

| Date       | Giải đấu                                      | xếp hạng | Giải thưởng |
| ---------- | --------------------------------------------- | -------- | ----------- |
| 22-06-2015 | ESL ESEA Pro League Season 1 - North America  | 1st      | $18,000     |
| 05-07-2015 | ESL ESEA Pro League Season 1 - Finals         | 2nd      | $60,000     |
| 15-11-2015 | iBUYPOWER Cup                                 | 1st      | $50,000     |
| 25-06-2015 | Esports Championship Series Season 1 - Finals | 5–6th    | $65,000     |
| 21-07-2016 | ELEAGUE Season 1                              | 5–8th    | $50,000     |
| 18-09-2016 | DreamHack Open Bucharest 2016                 | 2nd      | $90,000     |
| 30-10-2016 | ESL Pro League Season 4 - Finals              | 1st      | $200,000    |
| 11-06-2017 | Americas Minor Championship - Kraków 2017     | 1st      | $30,000     |
| 25-06-2017 | Esports Championship Series Season 3 - Finals | 3rd–4th  | $65,000     |
| 09-07-2017 | ESL One: Cologne 2017                         | 2nd      | $40,000     |